# Квазіпраліси Козаківського лісництва
Квазіпраліси Козаківського лісництва — пралісова пам'ятка природи місцевого значення в Україні. Об'єкт розташований на території Болехівської міської ради Івано-Франківської області, ДП «Болехівське лісове господарство», Козаківське лісництво, квартал 18, виділи 8, 12. 
Площа — 43,8 га, статус отриманий у 2020 році.